# My Foolish Heart (album de Keith Jarrett)
Albums de Keith Jarrett
'Always Let Me Go'
(2002) 'The Out-of-Towners'
(2001)
My Foolish Heart est un album live de Keith Jarrett enregistré en juillet 2001 lors du Montreux Jazz Festival. Il est sorti en 2007 sur le label ECM.

## Musiciens
- Keith Jarrett, piano
- Gary Peacock, contrebasse
- Jack DeJohnette, batterie

## Pistes
CD 1
1. Four (Miles Davis) - 9:09
2. My Foolish Heart (Ned Washington, Victor Young) - 12:25
3. Oleo (Sonny Rollins) - 6:37
4. What's New? (Johnny Burke, Bob Haggart) - 7:54
5. The Song Is You (Oscar Hammerstein II, Jerome Kern) - 7:43
6. Ain't Misbehavin (Fats Waller, Harry Brooks, Andy Razaf) - 6:41

CD 2
1. Honeysuckle Rose (Razaf, Waller) - 6:45
2. You Took Advantage of Me (Lorenz Hart, Richard Rodgers) - 8:54
3. Straight, No Chaser (Thelonious Monk) - 10:05
4. Five Brothers (Gerry Mulligan) - 6:36
5. Guess I'll Hang My Tears Out to Dry (Sammy Cahn, Jule Styne) - 11:09
6. On Green Dolphin Street (Bronislau Kaper, Ned Washington) - 8:18
7. Only the Lonely (Cahn, Jimmy Van Heusen) - 6:15